# Fritz Flath
Fritz Flath (* 28. Januar 1917 in Dortmund; † 14. September 2005 in Muhr am See, Mittelfranken) war ein deutscher Politiker (FDP).

## Leben
Flath besuchte die Privatschule und das Gymnasium in Königsberg und machte das Abitur an der Klosterschule in Roßleben an der Unstrut. Er war zum Arbeitsdienst in Fischhausen und während seines Wehrdienstes in Königsberg tätig, studierte danach Medizin in München, Leipzig, Graz und Königsberg und promovierte 1943. Im selben Jahr wurde er approbiert. Während des Zweiten Weltkriegs war er im Kriegsdienst im Baltikum, den Niederlanden und Frankreich als Truppen- und Lazarettarzt aktiv. Danach kam er zwei Jahre in Kriegsgefangenschaft in Schottland und den USA. 1945 ließ er sich als Arzt für Allgemeinmedizin in Altenmuhr in Mittelfranken nieder.
Flath war von 1960 bis 1990 Gemeinderat von Muhr am See sowie ab 1960 Kreisrat des Landkreises Gunzenhausen und ab der Gebietsreform in Bayern Kreisrat des Landkreises Weißenburg-Gunzenhausen, von 1978 bis 1984 Zweiter Bürgermeister der Gemeinde Muhr sowie Mitglied im Fraktionsvorstand der FDP. Er war FDP-Kreisvorsitzender, stellvertretender FDP-Bezirksvorsitzender von Mittelfranken, Mitglied des Bayerischen Landesvorstands der FDP, Delegierter auf Landes- und Bundesebene der FDP, Mitglied des FDP-Landes- und Bundeshauptausschusses, sozial- und gesundheitspolitischer Sprecher der FDP-Fraktion, erster FDP-Bezirksvorsitzender von Mittelfranken und stellvertretender FDP-Landesvorsitzender in Bayern. Von 1970 bis 1982 war er Mitglied des Bayerischen Landtags.
Fritz Flath war verheiratet und hatte drei Kinder.

## Auszeichnungen
- Bayerischer Verdienstorden
- Bundesverdienstkreuz 1. Klasse (18. Juni 1979)[1]
- Kommunale Verdienstmedaille in Silber
- Ehrenbürger von Muhr am See[2]